# I'm John Lee Hooker
I'm John Lee Hooker — студійний альбом американського блюзового музиканта Джона Лі Гукера, випущений у 1959 році лейблом Vee-Jay.

## Опис
I'm John Lee Hooker вийшов у 1959 році, коли Джон Лі Гукер працював на лейблі Vee Jay Records (цей альбом став його першим на лейблі). Хоча більшість з цих записів були зроблені на лос-анджелеському лейблі Modern Records на середині 1950-х, ці записи найкраще відображають примітивний блюз у детройтському і чиказькому стилях. 
Альбом включає 12 пісень, записаних під час шести сесій звукозапису упродовж чотирьох років (1955—1959). Серед пісень «Dimples», «Boogie Chillun», «Crawlin' King Snake» (гурт the Doors включив пісню до свого альбому L.A. Woman, також її перезаписали такі блюзові виконавці, як Альберт Кінг, Б. Б. Кінг і Біг Джо Вільямс). На думку музичного критика Ліндсі Плейнер (Allmusic) альбом I'm John Lee Hooker є однією з найкращих колекцій блюзу періоду після Другої світової війни. 
Пісні «Hobo Blues»/«Crawlin' Kingsnake» були випущені на синглі (VJ 331) у 1959 році.

## Список композицій
1. «Dimples» (Джон Лі Гукер) — 2:14
2. «Hobo Blues» (Джон Лі Гукер) — 2:48
3. «I'm So Excited» (Джон Лі Гукер) — 2:53
4. «I Love You Honey» (Фредді Вільямс) — 2:33
5. «Boogie Chillun» (Джон Лі Гукер) — 2:35
6. «Little Wheel» (Джон Лі Гукер) — 2:34
7. «I'm in the Mood» (Джон Лі Гукер) — 2:42
8. «Maudie» (Джон Лі Гукер) — 2:17
9. «Crawlin' King Snake» (Джон Лі Гукер) — 2:41
10. «Every Night» (Джон Лі Гукер) — 2:58
11. «Time Is Marching» (Джон Лі Гукер) — 3:01
12. «Baby Lee» (Джон Лі Гукер) — 2:48

## Учасники запису
- Джон Лі Гукер — вокал, гітара